# Tauroraphidia marielouisae
Tauroraphidia marielouisae är en halssländeart som först beskrevs av H. Aspöck et al. 1978.  Tauroraphidia marielouisae ingår i släktet Tauroraphidia och familjen ormhalssländor. Inga underarter finns listade i Catalogue of Life.